# Kloster Tückelhausen

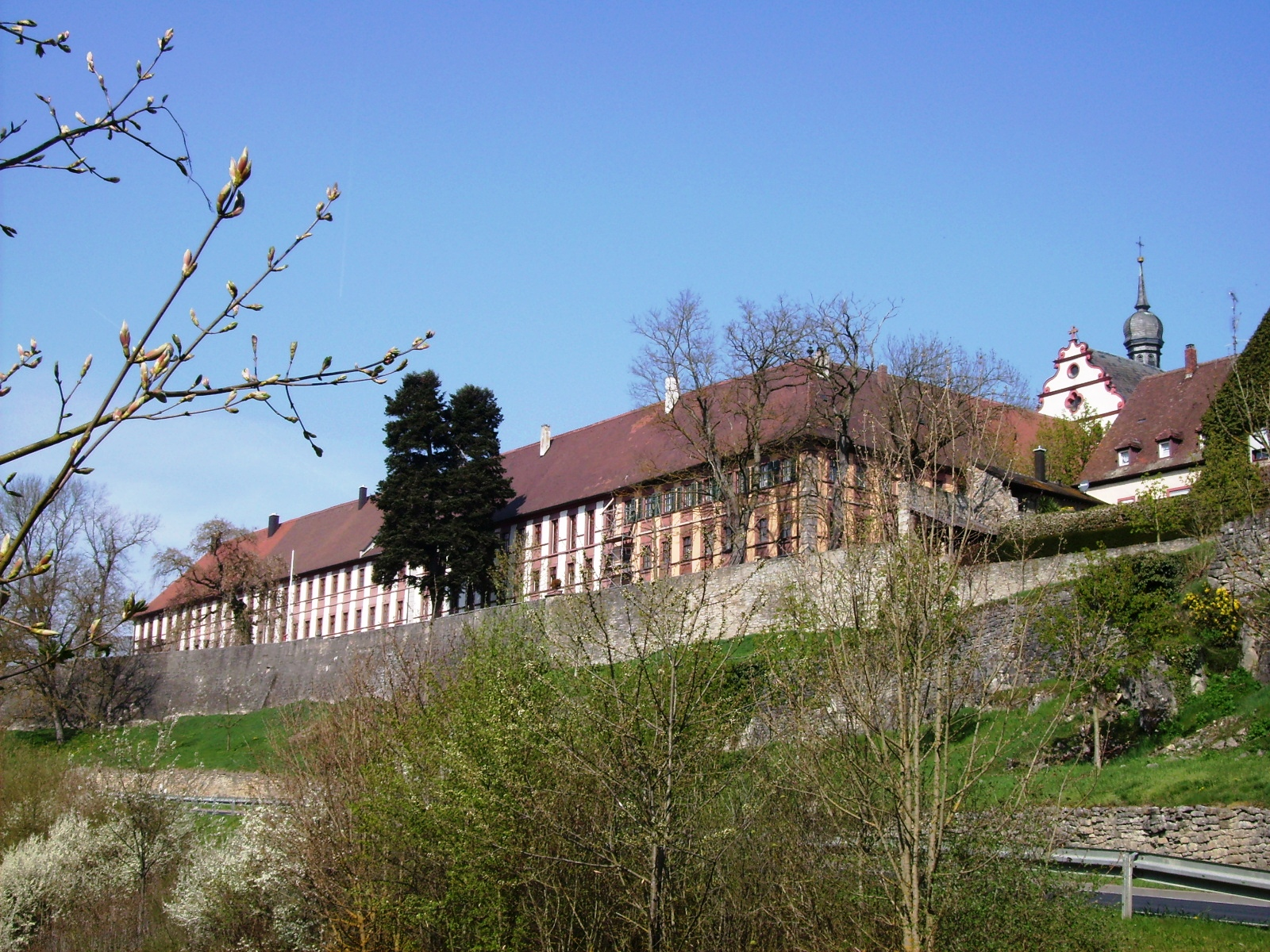
Kloster Tückelhausen

Das Kloster Tückelhausen ist ein ehemaliges Kloster der Kartäuser. Tückelhausen ist ein eingemeindeter Teilort von Ochsenfurt in Bayern. Seit der Säkularisation wird der größte Teil des Anwesens privat genutzt. Die kartusianische Klosteranlage ist fast vollständig erhalten. Das Kartäusermuseum gibt Einblick in die Geschichte der fränkischen Kartäuserklöster und in das Alltagsleben der Mönche.

## Geschichte

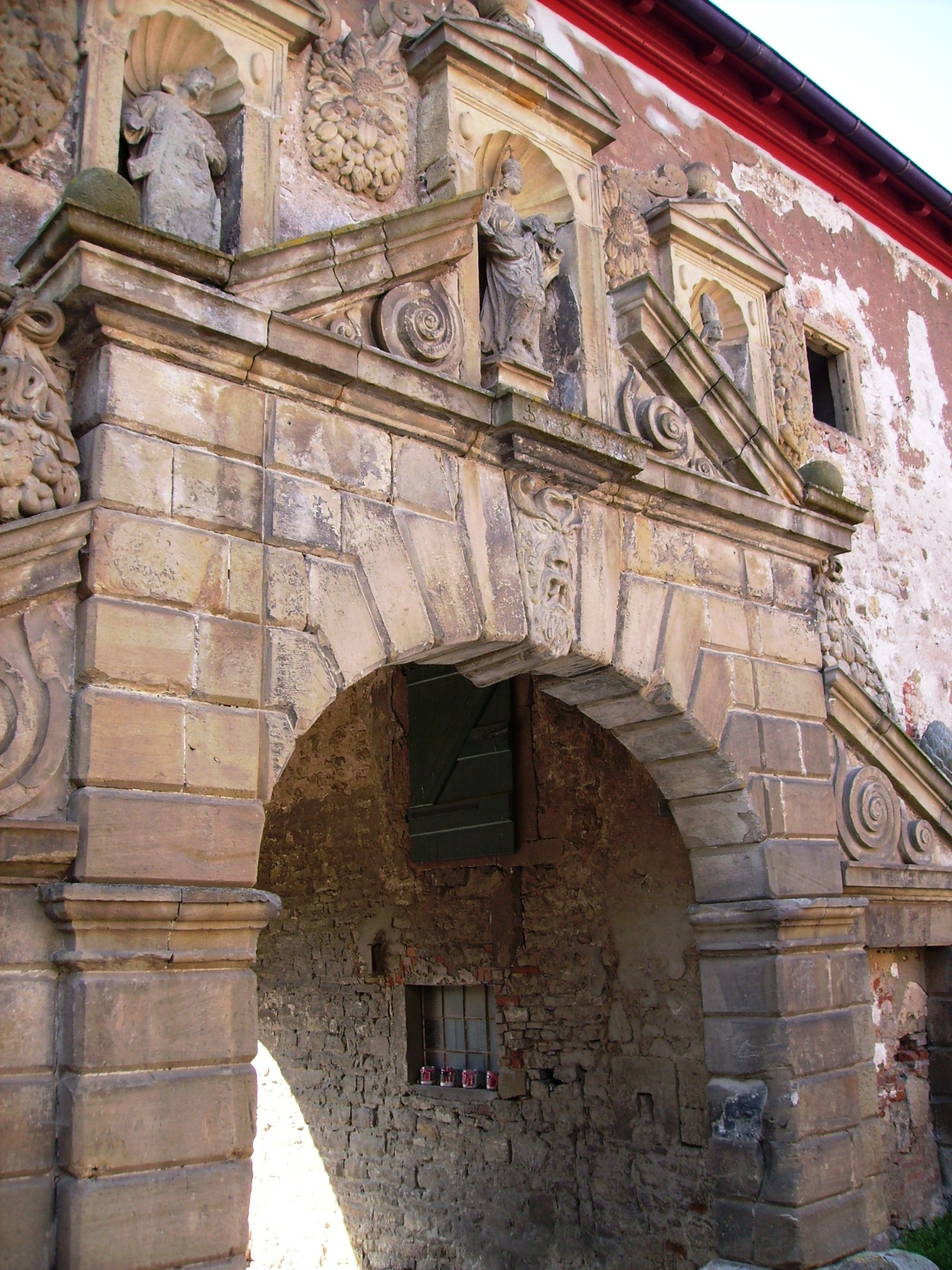
Tor zum Klosterhof

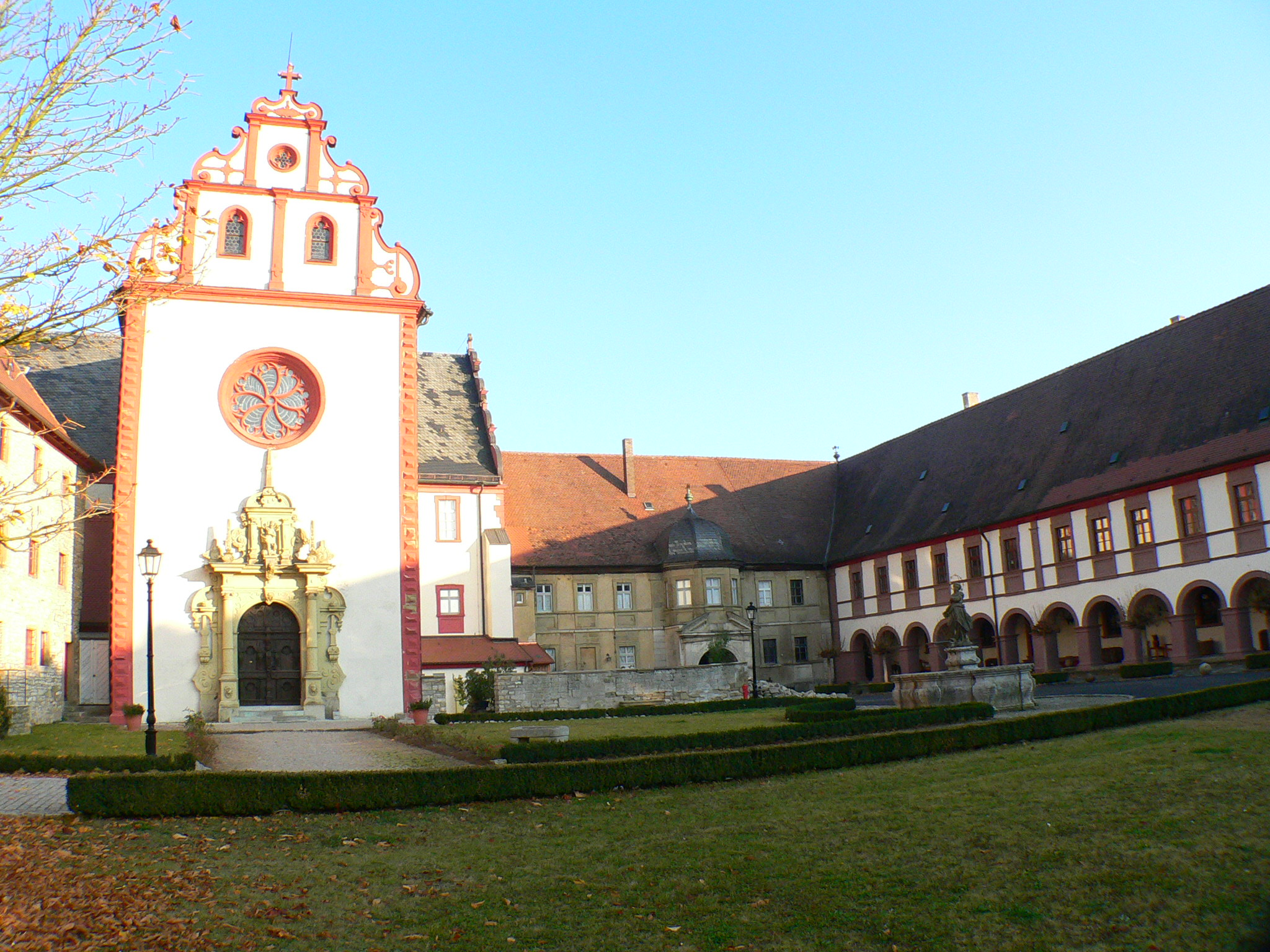
Klosterkirche und Klosterhof

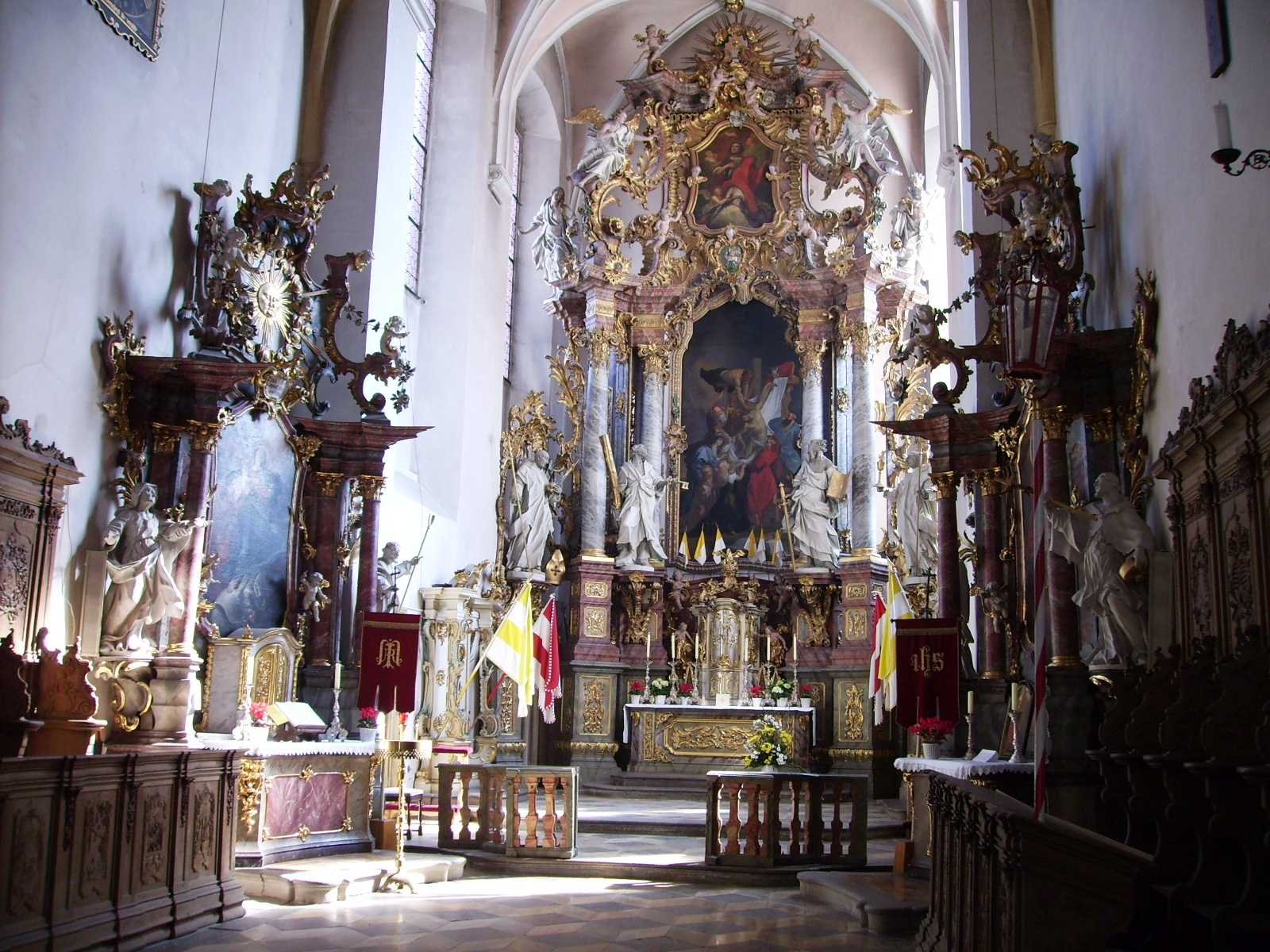
Blick in den Chor

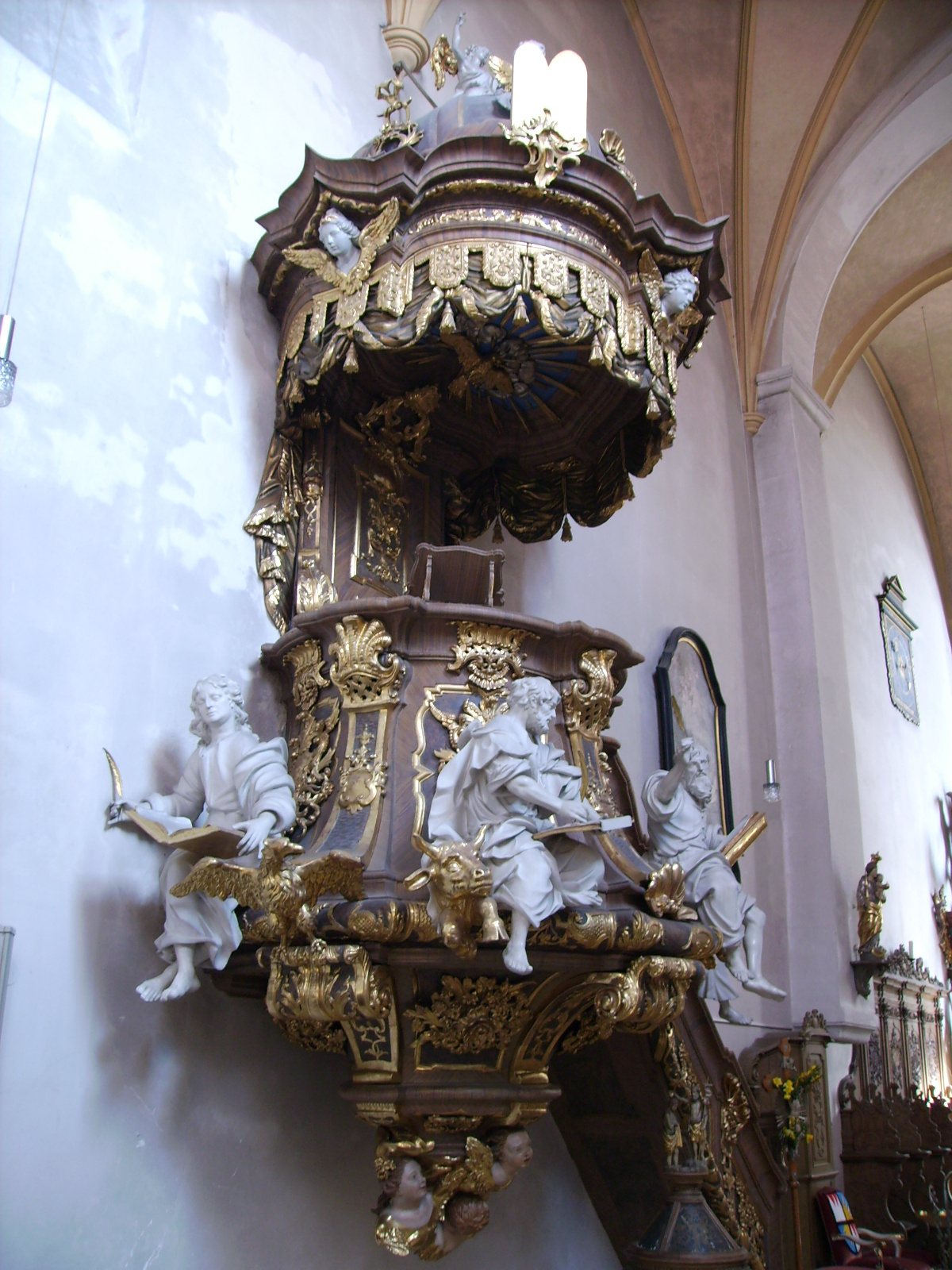
Prächtige Barockkanzel, um 1730 für die Karmelitenkirche Würzburg gefertigt

### Hochmittelalter
Eine Lütticher Chronik nennt für ca. 1050 eine Wallfahrt zum Berg des hl. Lambert in Tückelhausen. Reste der Lambertuskapelle mit einem romanischen Portal sind im Hof eines landwirtschaftlichen Anwesens erhalten, das an die vom Dorf ins Thierbachtal führende Treppenanlage angrenzt.

### Prämonstratenser
Unbekannte Adelige gründeten in den Jahren vor 1139 mit Unterstützung des Bischofs Otto von Bamberg ein Prämonstratenserkloster. Die Nonnen wurden bereits 1144 in das 20 km entfernte Lochgarten bei Bad Mergentheim versetzt. Aufgrund der ungenügenden materiellen Ausstattung musste das Kloster häufig mit wirtschaftlichen Problemen kämpfen. Die adeligen Konventsmitglieder verteidigten ihre Unabhängigkeit jedoch gegenüber dem Kloster Oberzell. 1305 wurden wieder Nonnen, diesmal aus dem Stift Michelfeld bei Kitzingen, aufgenommen. 1307 wurden die Chorherren zur Wahrung der Disziplin nach Oberzell verlegt, bis zur Aufhebung 1349 war das Kloster der „Schwestern vom Berg des hl. Lambert“ allein von Nonnen besiedelt.

### Kartäuser
1349 wurde Tückelhausen an den Würzburger Domdekan Eberhard von Riedern verkauft, der eine Kartause stiften wollte. Aber erst nach seinem Tod 1351 wurde Tückelhausen den Kartäusern übergeben zur Nutzung als „cella salutatis“. Ihr Leben war geprägt von schweigender Arbeit und zahlreichen täglichen Gebeten. In der zweiten Hälfte des 14. Jahrhunderts erfolgten erhebliche Umbauarbeiten, damit jedem Mönch ein eigenes kleines Häuschen mit Gartenparzelle zugewiesen werden konnte. Die Kartäuser lebten in einer Mischobservanz, die das Einsiedlerdasein mit Elementen des Gemeinschaftslebens verknüpfte. Die Zellen bestanden aus einer langen Reihe in Form kleiner Häuser. Der Kreuzgang bot Zugang zu der Mönchszelle, die über einen Wohn- und Studierraum sowie eine kleine Hauskapelle verfügte. Eine Durchreiche zum Kreuzgang diente der Versorgung der Mönche mit Nahrung. Zu Vigil, Matutin, Morgenmesse und Vesper versammelten sich die Mönche in der Klosterkirche, die für ihre Zwecke besonders umgebaut worden war: Das nördliche und südliche Querhaus war vom einschiffigen Langhaus der Kirche abgetrennt worden. In den vormaligen Querhäusern brachten die Kartäuser ein Oratorium, den Kapitelsaal, das Archiv und die Bibliothek unter. Während der übrigen Tageszeit pflegten sie ihr Einsiedlerleben und beteten für sich allein in ihrer Zelle. Die Mönche widmeten sich besonders dem Studium der Heiligen Schriften und dem Abschreiben von Büchern.

### Kriegsverwüstungen
Im Bauernkrieg 1525 und im Markgräflerkrieg 1552 kam es zu erheblichen Verwüstungen und Plünderungen. Daher wurde die Kartause 1561 mit einer Ringmauer befestigt. Im Zuge der Reformation verließen viele Kartäuser die Gemeinschaft. Zu Beginn des 17. Jahrhunderts konnte sich die Kartause wieder konsolidieren. 1613 bis 1616 wurde die Kirche im Stil des Manierismus umgestaltet. Im Dreißigjährigen Krieg erfolgten weitere Beschädigungen durch die Schweden. Während des Feldzugs von 1673 plünderten dann Franzosen Tückelhausen.

### 18. Jahrhundert
Im Jahre 1694 begannen unter Prior Bruno Clement (reg. 1669–1697) umfangreiche Baumaßnahmen, die sich, mit Unterbrechungen, über mehrere Jahrzehnte erstreckten. Zunächst wurde der Ökonomietrakt mit dem Hauptzufahrtstor errichtet, 1696 folgte die Prokuratur. Zwei ausgesprochen malerische Laufbrunnen, der eine von einer feinen Maria Immaculata bekrönt, der andere von St. Georg, zieren seit 1715 den weiten Klosterhof und bildeten, über eine steinerne Zuleitung gespeist, gleichzeitig die Wasserversorgung für den Wirtschaftshof, denn die Mönchszellen hatten bereits 1690 eine eigene Wasserzuleitung. Unter Prior Ignatius Rückardt (reg. 1715–1724) wurde am 26. April 1718 feierlich der Grundstein zu einem neuen Prioratsgebäude und gleichzeitig zu einem neuen Gastbau gelegt. Für dieses Projekt lieferte der Hochfürstlich Würzburgische Stadt- und Landbaumeister Joseph Greissing die Pläne. Während das sich direkt in südlicher Richtung an das Querhaus der Klosterkirche anschließende Priorat durch einen schmucken Erker mit welscher Haube über einer Tordurchfahrt ausgezeichnet ist, genügt der rechtwinklig davon nach Westen abknickende, etwa 80 Meter lange Gästeflügel in seiner betonten Schlichtheit ganz der strengen Observanz des Ordens. Wegen finanzieller Schwierigkeiten wurde der Gästeflügel in mehreren Etappen über viele Jahre hinweg erbaut. Unter diesem Trakt befindet sich ein sehr großer Vorrats- und  Weinkeller, denn im nahen Thierbachtal bewirtschaftete man eigene Weinberge.
Ab 1744 ging Prior Hugo Neth an eine umfassende Barockisierung des Kircheninneren. Auf 1746 datiert das mit reichster Rocailledekoration versehene Chorgestühl samt Lektorien aus Eichenholz. Seinerzeit teilte noch der bei Kartäusern übliche Lettner das Gotteshaus in einen nicht einsehbaren Chorbereich für die Mönche im Osten und einen Teil des Langhauses für die Laien im Westen. Nach der Säkularisation wurde dieser raumteilende Lettner beim Umbau zur Pfarrkirche als störend empfunden und abgebrochen. Mehrere qualitätvolle Rokoko-Skulpturen davon, gefertigt von Ferdinand Tietz, haben sich erhalten. Statt des Lettners fügte man eine außerordentlich bemerkenswerte Barockkanzel ein, die um 1730 für die Würzburger Karmelitenkirche St. Barbara geschaffen worden war. Zum Originalbestand gehört der höchst elegante, als Baldachin gestaltete Rokoko-Hochaltar aus der Würzburger Werkstatt des Hofbildhauers Johann Wolfgang von der Auwera aus den 1750er Jahren. Ein viel älteres Hochaltarblatt mit der Darstellung der Kreuzabnahme Christi, von der Hand des Hofmalers Oswald Onghers, wurde dabei sehr geschickt in die lockere Altarkomposition Auweras integriert. Zwei reich bewegte Seitenaltäre aus dem Spätrokoko tragen von Andreas Urlaub 1778 signierte Ölgemälde, eine Maria Immaculata und eine Schutzengeldarstellung. Ebenfalls aus der abgebrochenen Würzburger Karmelitenkirche stammen die prächtigen spätbarocken Stuhlwangen im Langhaus.

### Säkularisation
Im Zuge der Säkularisation wurde die wirtschaftlich gut aufgestellte, mit 13 Mönchen voll besetzte, Kartause am 25. Februar 1803 offiziell aufgehoben. Am 8. Juli dieses Jahres mussten sämtliche Mitglieder, darunter der letzte Prior Bruno Esser, Tückelhausen verlassen. Die Klosterkirche wurde am 3. Dezember 1804 zur Pfarrkirche St. Georg umgewidmet, das daran anschließende Priorat adaptierte man als Pfarrhaus, womit immerhin ein Abbruch vermieden werden konnte. Seitdem wird der übrige Teil des Anwesens privat genutzt.

## Kartäusermuseum
Der damalige Pfarrer Robert Rakowitz eröffnete 1991 ein Kartäusermuseum. Seit 1997 ist die Diözese Würzburg die Trägerin des Museums. Es gibt einen Einblick in die Geschichte der fränkischen Kartäuserklöster und zeigt das Alltagsleben der Mönche. Besichtigt werden können das rekonstruierte Häuschen eines Kartäusers mit dem dazugehörenden kleinen Garten, der Kreuzgang und der Kapitelsaal. In der ehemaligen Bibliothek sind zeitgenössische Kunstwerke ausgestellt.